# 5P's
5 P's staan voor 5 symptomen die dienen als diagnostisch middel in de geneeskunde voor het tijdig opsporen van een knelling van een bloedvat in de armen of de benen. Een afgekneld bloedvat kan leiden tot necrose (afsterven) van onderliggende weefsels en neurologische uitval (zowel motorisch als sensibel) ter hoogte van de bovenste en onderste extremiteit. De 5P's staan voor 
- Pallor (bleek),
- Paresthesie (tintelingen),
- Pulselessness (hartslag niet voelbaar),
- Parese (beginnende verlamming) en
- Pain (pijn).

Wanneer 1 van deze 5 symptomen wordt aangetroffen bij een patiënt met een mogelijk afgekneld bloedvat moet men snel handelen om verdere schade te voorkomen. 

## Oorzaken
De 5 P's kunnen het gevolg zijn van vele oorzaken. Vaak treden de symptomen op na het aanleggen van een knellend gipsverband. Het is daarom de taak van de verpleger om direct na het aanleggen van het gips de patiënt te controleren op deze symptomen.
De 5 P's zijn ook van belang bij het optreden van een fractuur (bijvoorbeeld bij een contractuur van Volkmann)

## Behandeling
In het geval van een knellend gips of verband zal men onmiddellijk het gips openbreken en kijken of de symptomen weg gaan.
In andere gevallen is medische assistentie soms noodzakelijk om de oorzaak van de knelling te ontdoen. Als de oorzaak een inwendige bloeduitstorting is waardoor de druk binnen de fascie te groot wordt en bloedvaten afsnoert, zal men de fascie moeten opensnijden zodat de druk kan verminderen.